# Orival (Somme)
Pour les articles homonymes, voir Orival.
Orival est une ancienne commune française située dans le département de la Somme et la région Hauts-de-France.
Elle est devenue une commune  associée d'Hornoy-le-Bourg en 1972.

## Géographie
Orival est une localité située sur la route départementale no 18, à mi-distance entre Hornoy-le-Bourg (au nord-est) et Aumale (au sud-ouest).

## Histoire
Orival dépendait du duché d'Aumale jusqu'à la Révolution française. 
Au XIXe siècle, à la commune d'Orival est adjoint le hameau du Courraux, dépendant précédemment de Morvilliers-Saint-Saturnin[réf. nécessaire].
Orival perd son « autonomie » en 1972 en s'associant à Hornoy-le-Bourg, avec six autres communes. Actuellement[Quand ?], la population d'Orival souhaite le retour à son autonomie ; les démarches officielles ont été faites en ce sens[réf. nécessaire].

## Administration

### Rattachements administratifs et électoraux
Orival se trouve dans l'arrondissement d'Amiens du département de la Somme.
Elle faisait partie de 1802 à la fusion de 1972 du canton de Hornoy-le-Bourg, bien que très proche d'Offignies (canton de Poix).
Depuis 1972, la commune d'Orival a perdu son autonomie : elle est devenue une commune associée d'Hornoy-le-Bourg, qui en comprend six autres.

### Liste des maires
| Période                                  | Période | Identité       | Étiquette | Qualité |
| ---------------------------------------- | ------- | -------------- | --------- | ------- |
| Les données manquantes sont à compléter. |         |                |           |         |
|                                          | 2003    | Paul Naillon   |           |         |
| 2003                                     | 2014    | Xavier Hatté   |           |         |
| 2014                                     |         | Gérard Lefèvre |           |         |

## Démographie
| 1793 | 1800 | 1806 | 1821 | 1831 | 1836 | 1841 | 1846 | 1851 |
| ---- | ---- | ---- | ---- | ---- | ---- | ---- | ---- | ---- |
| 206  | 210  | 411  | 203  | 333  | 350  | 346  | 347  | 347  |

| 1856 | 1861 | 1866 | 1872 | 1876 | 1881 | 1888 | 1891 | 1896 |
| ---- | ---- | ---- | ---- | ---- | ---- | ---- | ---- | ---- |
| 338  | 317  | 328  | 306  | 295  | 293  | 307  | 300  | 270  |

| 1901 | 1906 | 1911 | 1921 | 1926 | 1931 | 1936 | 1945 | 1954 |
| ---- | ---- | ---- | ---- | ---- | ---- | ---- | ---- | ---- |
| 258  | 259  | 243  | 214  | 217  | 202  | 227  | 245  | 212  |

| 1962 | 1968 | - | - | - | - | - | - | - |
| ---- | ---- | - | - | - | - | - | - | - |
| 220  | 224  | - | - | - | - | - | - | - |

En 2006, la population d'Orival est d'environ 200 habitants.

## Culture locale et patrimoine

### Lieux et monuments
- L'église Notre-Dame

Selon des historiens locaux, le clocher de l'édifice présentait encore en 1908 une particularité devenue rare : sa charpente complète est en bois, depuis le sol, un peu comme les églises en bois debout de Norvège et Roumanie.
L'église a été détruite durant la bataille de France lors de la bataille dite du Liger en juin 1940. Une nouvelle église a été reconstruite en 1954.
- Le château

L'ancien château d'Orival, propriété successive des familles de Riencourt, puis de Saint Georges de Vérac. Cet édifice des XVIe et XVIIe siècles était bâti suivant un plan en L. Il se composait d'un corps de logis orienté nord-ouest - sud-est, prolongé à son extrémité Est par une aile en retour, avec un pavillon à chaque angle de l'édifice et une tour à son angle intérieur. Situé sur une terrasse, il dominait, au Nord-Ouest, une cour de dépendances, et sur les autres côtés, un parc composé de parterres et de bosquets. Vendu comme bien national en 1794, après l'émigration du marquis de Vérac, le château fut détruit en l'an III de la République par son acquéreur.
- Archéologie

On peut également retrouver de nombreuses traces de fermes gallo-romaines, ainsi que d'un ancien moulin situés au lieu-dit le Moulin.

### Personnalités liées à la commune
- Charles Olivier de Saint Georges, marquis de Vérac, officier et diplomate au service du Roi de France, dernier seigneur d'Orival (1743-1828)

## Pour approfondir